# Ofra Haza
Ofra Haza (Tel Aviv, 19. studenog 1957. – Tel Aviv, 23. veljače 2000.), izraelska pjevačica i glumica.

## Životopis
Kao deveto i posljednje dijete židovskih doseljenika iz Jemena odrasla je u južnom predgrađu Tel Aviva. S dvanaest godina njen pjevački talent otkrio je agent dječjeg kazališta "Bezalel Aloni". S godinama postala je sve popularnija u Izraelu, a albumom Yemenite Songs postala je svjetski poznata. Godine 1983. predstavljala je Izrael na Euroviziji, gdje je osvojila drugo mjesto. 1988. je zasjela na vrhovima svjetskih top lista s pjesmom "Im Nin 'Alu" te njime postala sinonim orijentalne i izraelske glazbe.
1995. u duetu s Paulom Abdul zauzela je prvo mjesto na američkim top-ljestvicama pjesmom "My love is for real".
Umrla je od upale pluća za koju se smatra da je dobila kao posljedicu AIDS-a, no taj podatak njena obitelj nikada nije potvrdila.

## Diskografija

### Studijski albumi
- Al Ahavot Shelanu (1980.)
- Bo Nedaber (1981.)
- Pituyim (1982.)
- Li-yeladim (1982.)
- Hai (1983.)
- Shirey Moledet (1983.)
- Bayt Ham (1984.)
- Yemenite Songs (1984.)
- Adamah (1985.)
- Shirey Moledet 2 (1985.)
- Yamim Nishbarim (1986.)
- Shirey Moledet 3 (1987.)
- Shaday (1988.)
- Desert Wind (1989.)
- Kirya (1992.)
- Kol Haneshama (1994.)
- Ofra Haza (1997.)

## Galerija
- Grob Ofre Haze.
- Spomen-ploča u Tel-Avivu na kući u kojoj je Ofra Haza stanovala u djetinjstvu.
- Spomenik Ofri Hazi u parku tel-avivske četvrti Ha'tikve.

## Vanjske poveznice
- Ofra Haza na projektu Internet Movie Database
- Stranica Ofre Haze na projektu Find a Grave